# Rotes Schloss Mihla
Das Rote Schloss in Mihla ist eines der am umfangreichsten erhaltenen Fachwerk-Schlossbauten der Renaissance in Westthüringen. Auf einem massiv gemauertem Erdgeschoss mit Eckquaderung stehen die beiden Fachwerketagen abgeschlossen von einem Satteldach. An der nördlichen Gebäudefront befinden sich drei turmartige Erker. Seitliche Erker auf viereckigem Grundriss reichen bis zum zweiten Obergeschoss.

## Geschichte

### Erbauer
Eine Jahreszahl über dem Haupteingang des Herrenhauses des Roten Schlosses nennt 1581 als Jahr des Bauabschlusses. Auch Angaben in der Harstallschen Familiengeschichte verweisen auf dieses Jahr der Fertigstellung des Roten Schlosses durch die Familie von Harstall. Der Bau des wohl von hessischen Baumeistern und einheimischen Handwerkern errichteten Renaissanceschlosses mit seinem Steinsockelgeschoss und dem reichen Fachwerk, mit Querhäusern und Erkern sowie dem zugehörigen Wirtschaftsgebäuden, nahm sicherlich mehrere Jahrzehnte in Anspruch; der gesamte Neubau wurde bereits im 16. Jahrhundert als Vierseitenhof angelegt. Es kann davon ausgegangen werden, dass der Baubeginn in etwa mit den umfangreichen Veränderungen an den beiden Weißen Schlössern in Mihla (um 1536) und der Herausbildung dreier Sippen innerhalb der Familie der älteren Mihlaer Linie zusammenfällt.
Bauherr war nach der Überlieferung Hans David von Harstall. Die Reformation, die Säkularisation von Kirchengut, Zahlungen der Bauern nach der Niederschlagung des Bauernkrieges sowie die damals üblich gewordene stärkere Abhängigkeit der Bauern von den Grundherren, die sich vor allem in erhöhten Arbeitsfronen und Anspanndiensten zeigte, hatten die Familie zu diesem kostspieligen Neubau in die Lage versetzt. Der Bau des Roten Schlosses, dessen Bezeichnung sich bereits in der Erbauungszeit durchsetzte und sich auf die im Gegensatz zu den Blauen Schlössern mit Ziegeln durchgeführte Dachabdeckung bezieht, geschah aber nicht auf „wilder Wurzel“.

### Vorherige Bauwerke an dieser Stelle
Bereits im 13. Jahrhundert unterhielt das Erzstift Mainz in Mihla einen Fronhof, der zu den Tafelgütern des Erzbischofs zählte. Dieser Fronhof wurde nach 1436 von den Harstalls als Ökonomiehof übernommen und befand sich im Bereich des Roten Schlosses. Darauf verweisen die örtlichen Gegebenheiten, die Lage im Ackerland, die Nachbarschaft des „Eisfeldes“, eines sehr alten Siedlungshorizontes in der Ortslage, der von der Namensgebung her in Verbindung mit einer eigenständigen Gerichtsbarkeit zu sehen ist, sowie die dort entdeckten Gräber- und Gebäudefunde. Die bisher nur aus schriftlichen Quellen abgeleiteten Vermutungen hinsichtlich der älteren Wurzel des Roten Schlosses im Mainzer Fronhof des 13. Jahrhunderts fanden Anfang des Jahres 2009 ihre Bestätigung. Eine von der Oberen Denkmalbehörde des Landes Thüringen beauftragte bauhistorische Untersuchung des Roten Schlosses erbrachte den Nachweis, dass sich an mindestens drei Stellen weitaus ältere Bauabschnitte nachweisen lassen.
So wurden im Bereich der Tonnenkeller gotische Pforten und Baunischen gefunden, Teile der zum Bau der Kelleranlagen verwendeten Steine stammen aus romanischer Zeit. Auch im Bereich der Wirtschaftsgebäude entlang der Eisfeldstraße konnten sieben unterschiedlich zu datierende Bauabschnitte festgestellt werden, von denen der älteste im westlichen Bereich der Anlage wesentlich älter als die Erbauungszeit um 1580 ist.

### Bauphasen

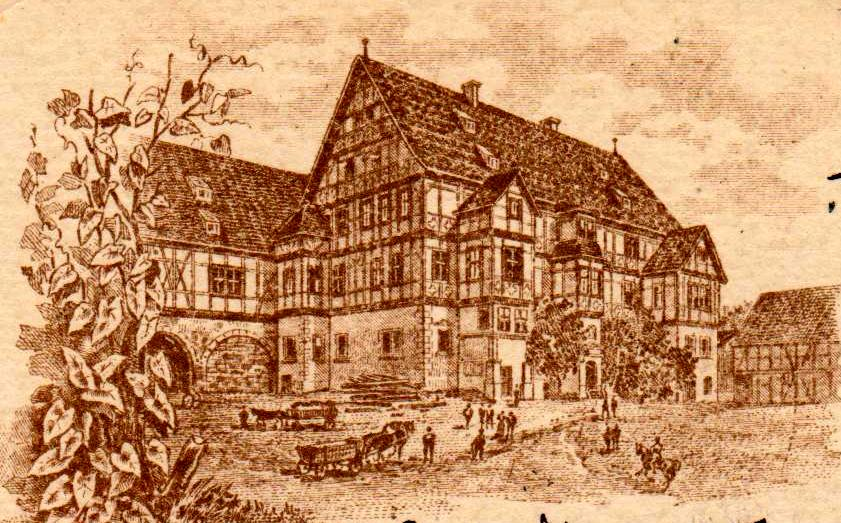
Rotes Schloss Mihla Hauptgebäude historische Zeichnung

Untersuchungen an den Balkenkonstruktionen im Herrenhaus und an den östlichen Nebengebäuden ergaben drei große Bauphasen: Der noch heute im Original erhaltene Dachstuhl des Herrenhauses wurde im Jahr 1581 errichtet, viele der Nebengebäude und auch Teile des Übergangsbaus zum Binswangerschen Gebäude von 1914 stammen aus einer offensichtlich groß angelegten Bauphase aus den Jahren um 1620. Die letzten größeren baulichen Veränderungen erfolgten dann in den Jahren um 1730.
Diese wichtigen Bauphasen – am Schloss wurde eigentlich immer gebaut – fallen nun auch genau mit jenen Jahren zusammen, in denen sich durch Erbschaftsregelungen jeweils neue Herrschaftslinien im Roten Schloss niederließen. Man kann also sagen, dass neue Herren auch immer bauliche Veränderungen nach sich zogen, wobei die entscheidenden Eingriffe in die Bausubstanz wohl um 1620 durchgeführt wurden. Übrigens wurde durch die aktuellen Untersuchungen auch festgestellt, dass die Balkenkonstruktion des Schlosses in roten Farbtönen gehalten wurde. Auch die Renaissanceverzierungen der Türen und die Fensterumrahmungen waren farbig gestaltet, wobei hier ebenfalls der Rotton dominierte und zu Grau abgesetzt wurde.

### Weitere Geschichte des Schlosses und der Eigentümer

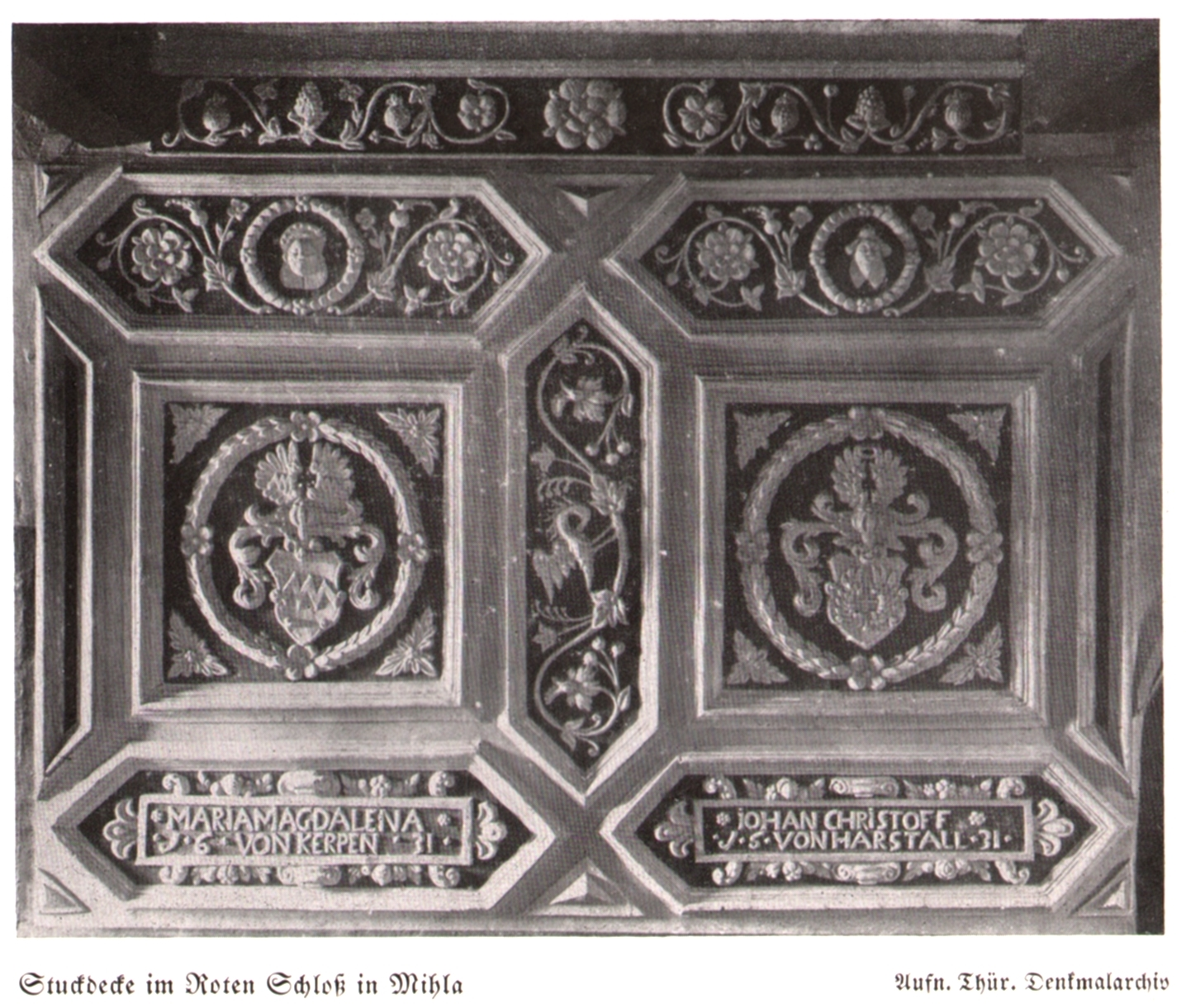
Stuckdecke im Festsaal aus der Zeit des Johann Chr. von Harstall (Foto ca. 1930)

Im Verlauf des 15. und 16. Jahrhunderts hatten sich insgesamt drei Linien der Harstalls herausgebildet. Jede dieser Familien zerfiel wiederum in mehrere Sippen. Dadurch war auch der Bau eines weiteren Schlossgebäudes in Mihla notwendig geworden.
In allen Rittergutsbeschreibungen der Harstalls wurde immer wieder darauf verwiesen, dass das Rote Schloss nicht zum „sächsischen Mannlehen“ oder zum Fuldaer Lehen gehöre, sondern Eigenbesitz der Familie sei.
Der Gegensatz zwischen den Mihlaer Sippen der Familie führte nach der Überlieferung im Jahre 1587 zu einer schrecklichen Mordtat, die für die Familie verhängnisvolle Folgen haben sollte. Der Besitzer des Blauen Schlosses, Hans Georg von Harstall, soll im Zorn und von der Ehefrau angestachelt, den Herrn des Roten Schlosses, Hans David von Harstall, erschlagen haben. Er wurde danach für Jahre inhaftiert und der Familie gingen viele Besitzungen verloren. Schließlich starb im Jahre 1610 noch der einzige Erbe Ernst Christoph, ohne männliche Nachfolger zu hinterlassen. Eine Erbteilung erfolgte, durch die das Rote Schloss sowie die Hälfte des Dorfes Mihla und später auch Berteroda an die katholische Linie der Diedorfer Harstalls fiel. Feste dienstliche Bindungen der Diedorfer an das Erzstift führten dazu, dass die neuen Besitzer nur sehr selten im Roten Schloss wohnten. Während des Dreißigjährigen Krieges bewohnte es Johann Christoph von Harstall, Mainzer Vizedom in Erfurt. Trotz des Krieges ließ er den Rittersaal ausbauen sowie eine Stuckdecke mit Porträts und Wappen einbauen, von der sich leider nichts erhalten hat.
In einer Beschreibung des Roten Schlosses aus dem Jahre 1682 wurden bereits ein Garten am Schloss sowie ein Brauhaus erwähnt. In den nachfolgenden Jahrzehnten bewohnten abwechselnd Harstalls der Diedorfer Linie oder von ihnen eingesetzte Pächter, meist ebenfalls adliger Herkunft, das Schloss. Häufig waren diese durch Heirat mit den Harstalls verbunden, so etwa die Familien von Weitershausen, Schellhase, Breithaupt u. a. Erbteilungen brachten immer wieder neue Besitzverhältnisse. 1731 starb Friedrich Wilhelm von Harstall als letzter Vertreter seiner Sippe. Nach herzoglichem Beschluss mussten bei der Neubelehnung alle Linien und Familien bedacht werden, wodurch sich äußerst schwierige Erbverhältnisse ergaben. Fortan wurde das Schloss beinahe ausschließlich durch Pächter verwaltet und bewohnt; alle Familien strichen aber die Einnahmen mit ein.
Der letzte Besitzer aus der Diedorfer Linie war der Kammerherr Franz von Harstall. Da er keine männlichen Nachkommen hinterließ, kam das Schloss nach seinem Tode im Jahre 1865 in Lauterbach in die Hände der im Blauen (Grauen) Schloss sitzenden Creuzburger Linie. Karl II. von Harstall war jedoch mit der Führung der Gutswirtschaft überfordert. Schon 1895 musste er Konkurs anmelden.

### Entwicklung & Nutzung im 20. Jahrhundert

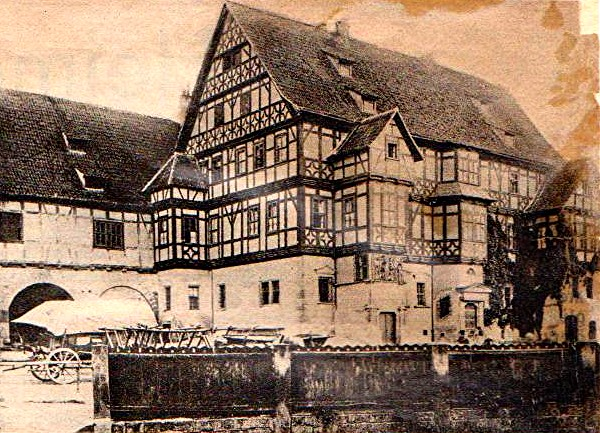
Rotes Schloss Mihla Hauptgebäude historisches Foto

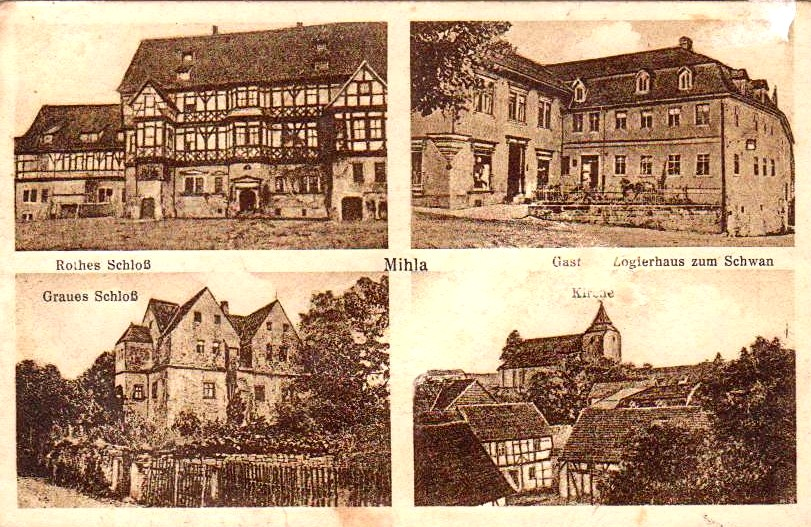
Historische Postkarte mit Rotem Schloss in Mihla

Der Versuch der Gemeinde, das Gut aufzukaufen, schlug fehl. Über einen Strohmann konnte der bekannte Jenaer Nervenarzt Prof. Dr. Otto Binswanger das Rittergut erwerben. Binswanger, der das Schloss als Sommerwohnung benutzte, ließ an den Gebäuden viel verändern. Insgesamt erwies er sich als Gönner der Gemeinde, indem er im Tiefenbach eine neue Ziegelei errichten ließ (die Markenziegel der Ziegelei „Rotes Schloss“ wurden bald bekannt), im Park des Schlosses ab dem Jahre 1912 eine moderne Brauerei errichtete und auch den Baugrund für die neue Carl-Alexander-Schule bereitstellte. Große Teile der Parkanlagen gehen außerdem auf Binswanger zurück. 1914 wurde der gesamte linksseitige Schlossflügel, ehemals Wirtschaftsgebäude, zum „neuen Schloss“ umgestaltet, wobei das Fachwerk den alten Gebäuden nachempfunden wurde.
Gesundheitliche Gründe bewogen Binswanger 1919 als Professor in Jena zu emeritieren und Deutschland zurück in die Schweiz zu verlassen. Ohne Absprachen mit der Gemeinde verkaufte er das Rittergut an den westfälischen Gutsherren Ludwig Scharpenseel. Dieser verblieb nur kurze Zeit in Mihla, schon im Jahre 1920 war der Besitz in den Händen eines gewissen Lichtenberg. Dieser nun erwies sich als typischer „Güterschlächter“, war nur auf den eigenen Gewinn bedacht, ohne etwas zu investieren. Die umfangreichen Gutswälder wurden rücksichtslos abgeholzt (insgesamt 163 Hektar), 1922 die Brauerei stillgelegt und verkauft. 70 Hektar Ackerland kamen durch den Verkauf in den Besitz Mihlaer Bauern. Mitte der 20er Jahre zog sich Lichtenberg aus Mihla zurück. Das Schloss sowie die spärlichen Reste des Gutes kamen in Besitz der Firma Sickmann und Specht. Diese richtete 1927 eine erste Buslinie zwischen Eisenach und Mühlhausen ein, wozu an der Einfahrt des Schlosses die erste Tanksäule in der Region aufgestellt wurde.
1930 musste die Firma Konkurs anmelden. Das Rote Schloss wurde zwangsverwaltet und fiel im Jahre 1936 an den aus Norddeutschland stammenden Rudolf Ohlhoff. Dieser setzte die bereits von Lichtenberg praktizierte Vorgehensweise fort und verkaufte Stück und Stück den restlichen Besitz des Schlosses, so die Ziegelei und die restlichen Ländereien, zuletzt das Schloss selbst. Das Schloss gelangte so schließlich in Staatsbesitz.

### Zeit des Nationalsozialismus
Seit 1934 nutzten nationalsozialistische Organisationen die Schlossgebäude, indem sie sich einmieteten. Zunächst war eine SS-Führerschule darin untergebracht, 1935 diente es als Unterkunft für geflohene österreichische Nazis. 1937 schließlich wurde das Rote Schloss zum Standort der 5. Bezirksschule des weiblichen Reichsarbeitsdienstes des Gaus Thüringen, nun auch als Eigentümer. 1938 erfolgten umfangreiche Veränderungsbauten, wobei die Nebengebäude zu kasernenartigen Wohngebäuden umgebaut wurden. Auch eine neue Toreinfahrt entstand.

### Nachkriegszeit / DDR-Zeit
Nach Kriegsende 1945 diente das Rote Schloss zunächst als Stabsgebäude der amerikanischen und daran anschließend der sowjetischen Truppen. Durch diese wurde viel von der ehemaligen kostbaren und noch gut erhaltenen Inneneinrichtung vernichtet und auch der Park verwüstet. Später waren im Schloss das Bürgermeisteramt und verschiedene Dienststellen untergebracht. Im Parkgelände wurde eine Einheit der Grenzpolizei einquartiert, wozu die noch viele Jahrzehnte später zu sehenden Baracken Verwendung fanden. Später dienten diese als Wohnraum für Ostumsiedler und als Gemeindekindergarten.
Seit 1952 erfolgte dann eine Nutzung als Alten- und Pflegeheim. Die Parkanlagen waren inzwischen verwildert und andersartig genutzt. Auf dem ehemaligen Parkgelände entstanden ein Industriekomplex der Uhrenwerke Ruhla (im einstigen Brauereigebäude), heute von der Firma Fresenius Kabi erworben und genutzt, ein Kindergarten und eine Kinderkrippe, LPG-Einrichtungen (Geflügelzucht und Schweinemast) sowie ein Schulgarten; einige Parkgrundstücke kamen auch in private Hand. Im Jahre 2004 wurde im Schlosspark ein neues Altenheim errichtet. Von den ursprünglichen Parkeinrichtungen wie Springbrunnen, Figuren, Rosengarten, Gewächshäusern, Ziergärten haben sich nur spärliche Reste erhalten.

### Heutiger Zustand

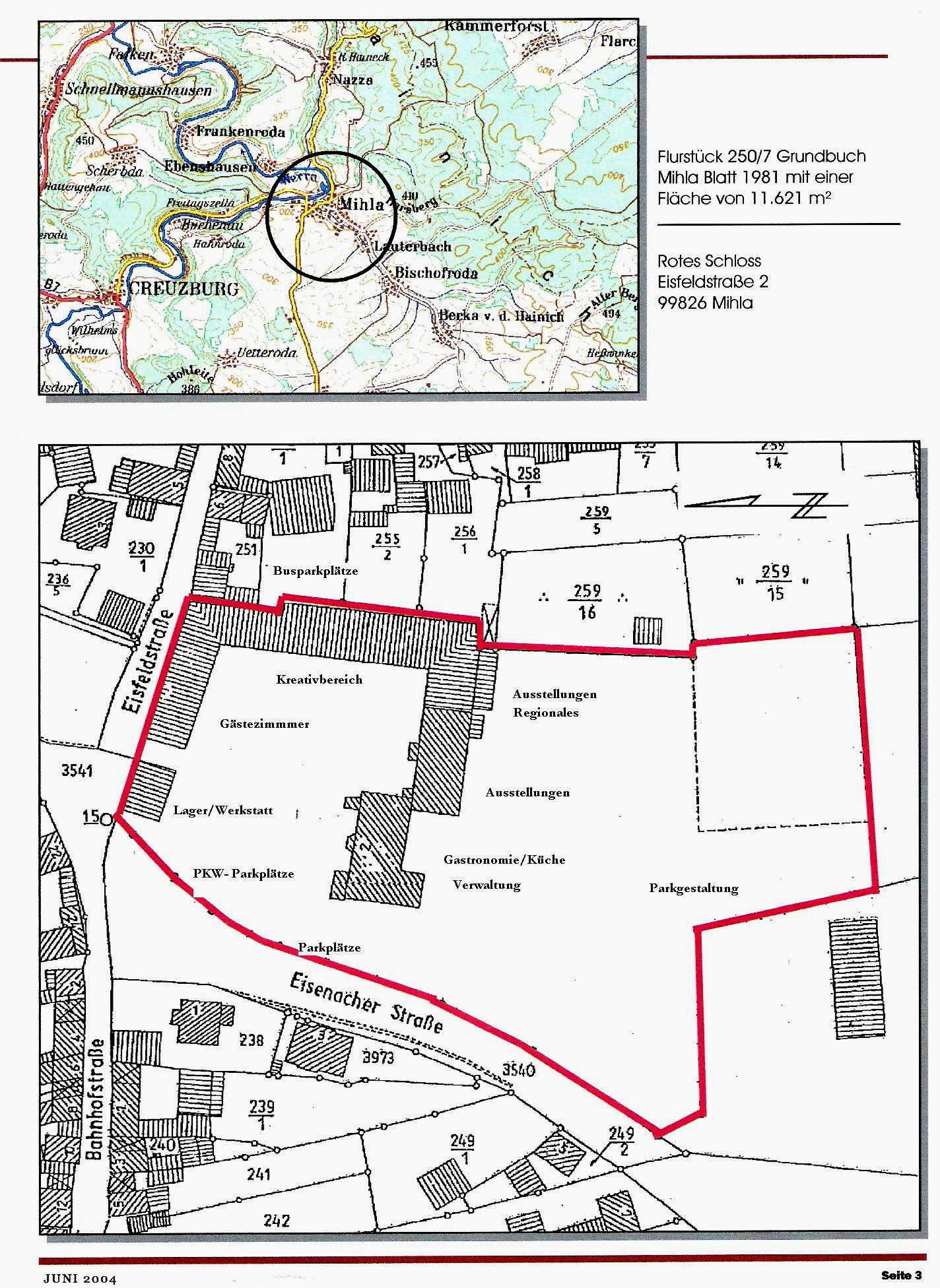
Rotes Schloss Flurplan

Durch die für den Pflegebetrieb im Altenheim nötigen Umbauten litt vor allem die kostbare Inneneinrichtung, soweit sie die Verwüstungen der US-Streitkräfte und der sowjetischen Truppen überstanden hatte.
Als Kleinod des Fachwerkbaus wurde es in Reisehandbüchern immer wieder beschrieben.
Der große Innenhof wird von dreiseitig ausgeführten Wirtschaftsgebäuden begrenzt. Gegenüber dem Torhaus erhebt sich der zweigeteilte eigentliche Schlossbau. Rechter Hand künden Portal und im Stil des 16. Jahrhunderts gehaltene Fenster im steinernen Untergeschoss vom alten Herrenhaus. Ein Treppenturm ist vorgesetzt und beim genauen Hinschauen findet man noch die Spuren der längst abgebrochenen Treppe. Im Innern kann man die drei großen übereinanderliegenden Dielen noch erahnen. Schwere Täfelung und zahlreiche Verzierungen erinnern an die lange Vergangenheit des Schlosses.
Gegenwärtig (2015) steht das denkmalgeschützte Gebäude mit einem Nebengebäude (Baujahr ca. 1900) beim Amt für Liegenschaften und Gebäudemanagement des Landratsamt Wartburgkreis zum Verkauf.